# ماريا إنريكتا
ماريا إنريكتا (بالإسبانية: María Enriqueta)‏ هي مغنية مكسيكية، ولدت في 1922 في تامبيكو في المكسيك، وتوفيت في 16 يناير 1996 في Tlalpan ‏ في المكسيك بسبب ذات الرئة.